# Stowarzyszenie Pilki Recznej WKS Grunwald Poznan
Il Stowarzyszenie Pilki Recznej WKS Grunwald è una squadra di pallamano maschile polacca con sede a Poznam.

## Palmarès

### Titoli nazionali
- Campionato polacco: 1
  - 1970-71.